# Hondures als Jocs Olímpics d'hivern 1992
Hondures va estar representada en els Jocs Olímpics d'Hivern 1992 per una esportista (femenina) que va competir en esquí de fons: Jenny Palacios-Stillo. Ella mateixa va ser la portadora de la bandera a la cerimònia d'apertura.
Honduras no va obtenir cap medalla en aquests Jocs.

## Esquí de fons
Femení
| Atleta                | Prova            | Temps     | Posició |
| --------------------- | ---------------- | --------- | ------- |
| Jenny Palacios-Stillo | 5 km clàssic     | 23:21.5   | 62      |
| Jenny Palacios-Stillo | 10 km persecució | 48:49.6   | 58      |
| Jenny Palacios-Stillo | 15 km clàssic    | 1:10:09.2 | 50      |